# Pentatlón moderno en los Juegos Suramericanos de 2014 - Relevos Mixtos
La prueba de Relevos Mixtos de pentatlón moderno en Santiago 2014 se llevó a cabo el 10 de marzo de 2014 en la Escuela Militar, ubicada en Las Condes, Santiago. La prueba constó de 4 pruebas: esgrima en modalidad espada, 200 metros libres de natación, prueba de salto equitación y la prueba combinada de Tiro Olímpico (pistola láser 10 m) y 3200 metros de pedestrismo. Representaron a su país 7 parejas mixtas en esta prueba.

## Resultados
| Rank              | Atleta                            | Esgrima V-D (pts) | Natación Tiempo (pts) | Equitación Tiempo (pts) | Combinada Tiempo (pts) | Total |
| ----------------- | --------------------------------- | ----------------- | --------------------- | ----------------------- | ---------------------- | ----- |
| Medalla de oro    | Javiera Rozas Esteban Bustos      | 31-5 (286)        | 2:07.25 (319)         | 106.00 (276)            | 11:19.68 (621)         | 1502  |
| Medalla de plata  | Priscila Santana Danilo de Morães | 24-12 (244)       | 2:01.22 (337)         | 111.00 (267)            | 12:00.11 (580)         | 1428  |
| Medalla de bronce | Pamela Zapata Emmanuel Zapata     | 22-14 (232)       | 2:06.94 (320)         | 119.00 (253)            | 11:52.36 (588)         | 1393  |
| 4                 | Cindy Merizalde David Ruales      | 14-2 (184)        | 2:14.22 (298)         | 117.00 (265)            | 12:46.41 (534)         | 1281  |
| 5                 | Yolanda Sulbarán Julio César Luna | 16-20 (196)       | 2:01.48 (336)         | EL (EL)                 | 12:50.65 (530)         | 1062  |
| 6                 | Evelyn NG José Guitián            | 11-25 (166)       | 2:21.25 (277)         | EL (EL)                 | 14:18.64 (422)         | 885   |
| 7                 | Natalia Correa Jeffrey Leyva      | 5-31 (130)        | 3:06.87 (140)         | EL (EL)                 | 14:45.24 (415)         | 685   |